# Odprto prvenstvo ZDA 1999
Odprto prvenstvo ZDA 1999 je teniški turnir za Grand Slam, ki je med 30. avgustom in 12. septembrom 1999 potekal v New Yorku.

## Moški posamično
Andre Agassi :  Todd Martin, 6–4, 6–7(5–7), 6–7(2–7), 6–3, 6–2

## Ženske posamično
Serena Williams :  Martina Hingis, 6–3, 7–6(7–4)

## Moške dvojice
Sebastien Lareau /  Alex O'Brien :  Mahesh Bhupathi /  Leander Paes, 7–6(9–7), 6–4

## Ženske  dvojice
Serena Williams /  Venus Williams :  Chanda Rubin /  Sandrine Testud, 4–6, 6–1, 6–4

## Mešane dvojice
Ai Sugijama /  Mahesh Bhupathi :  Kimberly Po /  Donald Johnson, 6–4, 6–4